# Vicariato Apostólico de San José del Amazonas
O Vicariato Apostólico de San José del Amazonas (em latim: Vicariatus Apostolicus Sancti Iosephi de Amazones) é um vicariato apostólico de rito latino da Igreja Católica Romana sediado na cidade de Indiana no Peru.

## História
Em 13 de julho de 1945, o Papa Pio XII instituiu a Prefeitura Apostólica de San José del Amazonas a partir do Vicariato Apostólico de San León del Amazonas. A prefeitura foi elevada a Vicariato Apostólico em 3 de julho de 1955.

## Bispos

### Ordinários
- José Damase Laberge, OFM † (4 de janeiro de 1946 – 25 de dezembro de 1968)
- Laurent-Rodolphe Guibord Lévesque, OFM † (29 de maio de 1969 – 17 de janeiro de 1998)
- Alberto Campos Hernández, OFM (17 de janeiro de 1998 – 8 de agosto de 2011)
- José Javier Travieso Martín, CMF (1 de novembro de 2014 - )

### Bispo auxiliar
- Lorenzo Rodolfo Guibord Lévesque, OFM † (1967-1969)